# Asta

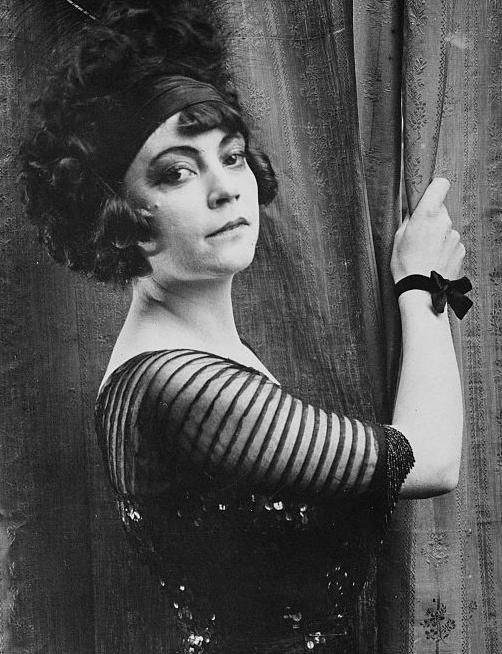
Asta Nielsen

Asta är ett kvinnonamn och ursprungligen en kortform av Astrid. Namnet är känt sedan 1834 och var som mest populärt under 1910- och 1920-talen. Enligt en annan tolkning härstammar det från det grekiska ordet för ’stjärna’.[källa behövs]
Den 23 juni 2016 fanns det totalt 6 585 kvinnor folkbokförda i Sverige med namnet Asta, varav 3 681 bar det som tilltalsnamn.
Namnsdag i Sverige: 27 november (sedan 1986). I den finlandssvenska namnsdagslängden har Asta namnsdag 30 juli sedan starten 1929, då en egen namnsdagskalender togs i bruk för finlandssvenskar.

## Personer med namnet Asta
- Ásta Árnadóttir, isländsk fotbollsspelare
- Asta Bolin, svensk skådespelerska och författare
- Ásta Kristjana Sveinsdóttir, isländsk filosof
- Asta Nielsen, dansk skådespelerska
- Asta Nørregaard, norsk konstnär
- Ásta Sigurðardóttir, isländsk författare och konstnär
- Asta Wickman, svensk översättare
- Asta Witkowsky, svensk konstnär